# Кузнецов, Владимир Алексеевич (учёный)
Влади́мир Алексе́евич Кузнецо́в (род. 1949) — российский учёный-математик, доктор технических наук, профессор, Почётный работник высшего профессионального образования Российской Федерации, Заслуженный работник науки Республики Карелия, Заслуженный тренер России по игре го.

## Биография
Во время учёбы в школе был приглашен в физико-математическую школу при ЛГУ, впоследствии поступил на математико-механический факультет этого университета, который успешно окончил в 1971 г., а позже — аспирантуру экономического факультета.
С 1976 г. и по настоящее время работает на кафедре прикладной математики и кибернетики ПетрГУ, где читает лекции по курсам «дискретная математика», «методы оптимизации», «Исследование операций» и др.
В 1978 г. защитил кандидатскую диссертацию (к.э.н.), в 2004 г. — докторскую диссертацию (д.т. н.). В 1979 присвоено звание доцента по кафедре алгебры и геометрии ПетрГУ, в 2005 — звание профессора кафедры прикладной математики и кибернетики.
Является организатором Клуба любителей игры го ПетрГУ, первым тренером многократных чемпионов России и Европы по этой игре, заслуженных мастеров спорта и гроссмейстеров России Виктора Богданова и Алексея Лазарева.
Автор многочисленных разработок в области автоматизации производства предприятий целлюлозно-бумажной промышленности и лесопромышленного комплекса. Один из организаторов и сотрудников IT-парка ПетрГУ.
Является участником Олимпиадного движения по программированию. Член жюри и методической комиссии Всероссийской олимпиады школьников по информатике.
Читает студентам и школьникам курсы по олимпиадному программированию, под его руководством команды ПетрГУ трижды становились призёрами чемпионата мира по программированию.
Автор более 200 научных работ в области математического моделирования и решения прикладных оптимизационных задач, а также учебной литературы по программированию («Оптимизация на графах» (в соавторстве с А. М. Караваевым — участником финала чемпионата мира по программированию, его учеником) и др.)
Создатель и один из организаторов ежегодных международных летних и зимних сборов команд-участников финала чемпионата мира по программированию в Петрозаводске, впервые проведённых летом в 1998 г. и зимой в 2002 г.

## Призы и награды
- Трижды — один из тренеров команд — призёров чемпионата мира по программированию (2007, 2008, 2010 гг.)
- Тренер Дениса Денисова — победителя Всероссийской олимпиады школьников по информатике 2006 г., золотого призёра Международной олимпиады по информатике 2006 г. среди школьников.
- В 1999 г. присвоено звание Заслуженного деятеля науки Республики Карелия.
- В 2003 г. присвоено звание Заслуженного тренера России по игре го.
- В 2004 г. присвоено звание Почётного работника высшего профессионального образования России.
- В 2008 г. награждён медалью ордена «За заслуги перед Отечеством» II степени.
- В 2019 г. награжден орденом дружбы